# Ards and North Down
Ards and North Down (Iers: An Aird agus An Dún Thuaidh) is een district in Noord-Ierland (ONS-code N09000011). Het gebied in het oosten van Noord-Ierland aan de zuidkust van de Belfast Lough omvat het Ards-schiereiland dat Strangford Lough scheidt van North Channel. Ards and North Down telt 161.000 inwoners. De oppervlakte bedraagt 566 km², de bevolkingsdichtheid is 284 inwoners per km². Van de bevolking is 75% protestant en 13% katholiek.
Ards and North Down ontstond op 1 april 2015 na het Local Government Reform Programme, de herindeling van 26 naar 11 districten in Noord-Ierland. Ards and North Down kwam tot stand door de samenvoeging van de voormalige districten Fermanagh en Omagh. 
De lokale autoriteit is de Ards and North Down Borough Council, die de Ards Borough Council en de North Down Borough Council vervangt. Gegeven dat het district een borough is, is de voorzitter van de raad eveneens een mayor. De vergaderingen van de raad gaan door in de Town Hall van Bangor maar alle ondersteunende vergaderingen gaan door in Newtownards waar ook een belangrijk deel van de administratie van het district is gevestigd. In vergelijking met de oude graafschappen beslaat het district een gedeelte van het County of Down.
Het district wordt bestuurd door 40 raadsleden die verkozen werden in zeven aparte District Electoral Areas (DEAs) die ze als districtsraadslid vertegenwoordigen. Elke DEA leverde zes of vijf vertegenwoordigers. Deze zeven DEAs zijn: Ards Peninsula, Bangor Central, Bangor West, Bangor East and Donaghadee, Comber, Holywood and Clandeboye en Newtownards. De eerste verkiezingen vonden plaats in mei 2014. Het eerste jaar trad de districtsraad op als een soort schaduwraad naast de districtsraden van de oude districten die tot eind maart 2015 in functie bleven.

## Zetelverdeling
De verkozenen na de verkiezing van 22 mei 2014 waren effectief in functie van 2015 tot 2019. Verkiezingen zijn vierjaarlijks.
De zetelverdeling in de districtsraad bleek door de keuzes van de raadsleden eerder volatiel.
| Partij                             | Verkozen 2014 | Evolutie 2017 | Verkozen 2019 |
| ---------------------------------- | ------------- | ------------- | ------------- |
| Democratic Unionist Party          | 17            | 18            |               |
| Ulster Unionist Party              | 9             | 9             |               |
| Alliance Party of Northern Ireland | 7             | 7             |               |
| Green Party in Northern Ireland    | 3             | 2             |               |
| Social Democratic and Labour Party | 1             | 1             |               |
| Traditional Unionist Voice         | 1             | 1             |               |
| Onafhankelijken                    | 2             | 2             |               |

Situatie op 18 februari 2018.
Antrim and Newtownabbey · Ards and North Down · Armagh City, Banbridge and Craigavon · Belfast · Causeway Coast and Glens · Derry City and Strabane · Fermanagh and Omagh · Lisburn and Castlereagh · Mid and East Antrim · Mid Ulster · Newry, Mourne and Down